# Giulia (singolo)
Giulia è un singolo dell'anno 2003 del dj italiano Maurizio Braccagni, in arte DJ Lhasa. Si tratta della rielaborazione della canzone di Gianni Togni del 1984.

## Tracce
1. Giulia (radio edit) – 3:23
2. Giulia (Extended Mix) – 5:17
3. Giulia (Piano Mix) – 3:04
4. Activate (radio edit) – 3:28
5. Activate (Extended Mix) – 5:41
6. DJ Lhasa Free Samples #1 – 5:33